# Norm Stewart
Norman Eugene Stewart, detto Norm (Shelbyville, 20 gennaio 1935), è un ex cestista e allenatore di pallacanestro statunitense, professionista nella NBA.

## Carriera
Venne selezionato dai St. Louis Hawks al quinto giro del Draft NBA 1956 (33ª scelta assoluta).